# Bayern diesseits des Rheins

Lage des Königreichs Bayern im Deutschen Kaiserreich: Der größere Ostteil wurde aus der Sicht des Regierungssitzes München als Bayern diesseits des Rheins, der kleinere Westteil als Bayern jenseits des Rheins bezeichnet.

Bayern diesseits des Rheins und Bayern jenseits des Rheins sind geografische Bezeichnungen aus der Zeit zwischen 1816 und 1946, als die linksrheinische Pfalz zum Königreich Bayern und dessen Nachfolgestaaten gehörte. Die Bezeichnungen wurden aus Münchner Perspektive verwendet, also „diesseits“ für rechtsrheinisch, „jenseits“ für die Pfalz.